# Oussama Hosni
Oussama Hosni (17 de septiembre de 1992) es un jugador de balonmano tunecino que juega de lateral derecho en el Eurofarm Pelister. Es internacional con la selección de balonmano de Túnez.
Con la selección ganó la medalla de bronce en el Campeonato Mundial de Balonmano Masculino Junior de 2011 y la medalla de oro en el Campeonato Africano de Balonmano Masculino de 2018.

## Palmarés

### Selección nacional
| Campeonato Africano  | Campeonato Africano | Campeonato Africano | Campeonato Africano |
| Año                  | Lugar               | Medalla             |                     |
| -------------------- | ------------------- | ------------------- | ------------------- |
| 2018                 | Gabón               | Medalla de oro      |                     |
| 2020                 | Túnez               | Medalla de plata    |                     |
| 2024                 | Egipto              | Medalla de bronce   |                     |
| Juegos Mediterráneos |                     |                     |                     |
| Año                  | Lugar               | Medalla             |                     |
| 2018                 | Tarragona           | Medalla de plata    |                     |

### Club Africain
- Liga de Campeones de África de balonmano (2): 2014, 2015
- Liga de Túnez de balonmano (1): 2015
- Copa de Túnez de balonmano (2): 2011, 2015

### Eurofarm Pelister
- Liga de Macedonia del Norte de balonmano (1): 2023

## Clubes
- Club Africain (2010-2017)
- US Ivry Handball (2017-2018)[2]
- Pontault-Combault Handball (2018-2019)
- Istres OPH (2019-2022)
- Qadsia SC (2022)
- Eurofarm Pelister (2022-2023)
- Al-Rayyan (2023)
- Al-Arabi Kuwait (2023-2024)
- Eurofarm Pelister (2024- )